# András Sike

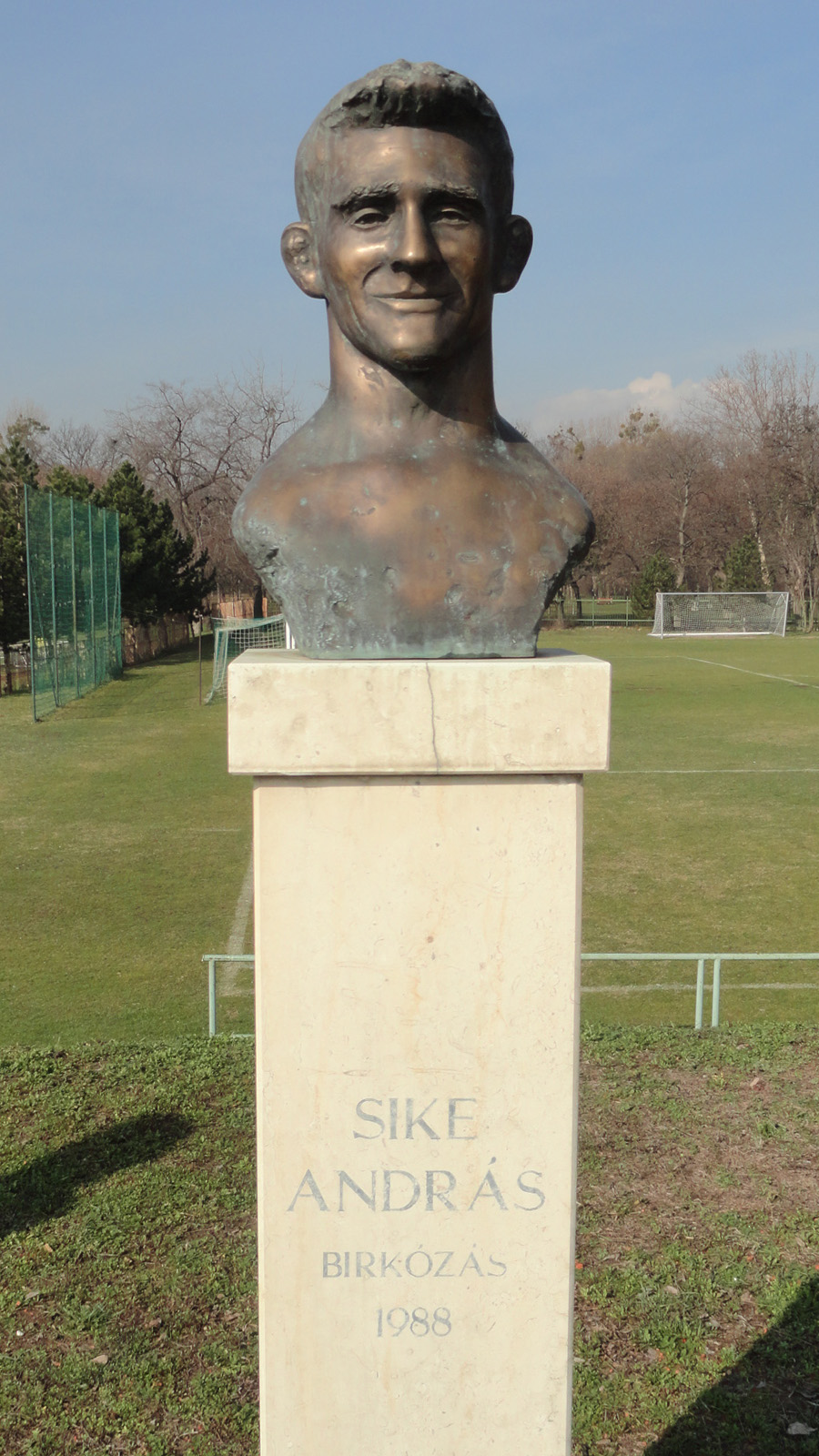
Büste von András Sike

András Sike (* 18. Juli 1965 in Eger) ist ein ehemaliger ungarischer Ringer. Er war Olympiasieger 1988 im griechisch-römischen Stil im Bantamgewicht.

## Werdegang
András Sike wuchs in Eger auf und begann dort 1977 als Jugendlicher beim Sportclub Eger SE mit dem Ringen. Er konzentrierte sich ganz auf den griechisch-römischen Stil. Nachdem er ungarischer Jugendmeister geworden war, wurde er 1982 zum Spitzenclub Ferencvarosi Torna Club (FTC) Budapest delegiert. Dort konnte er sich ganz dem Ringen widmen. Im Jahre 1983 startete er erstmals bei einer großen internationalen Meisterschaft, der Junioren-Weltmeisterschaft im norwegischen Kristiansund. Mit dem dritten Platz hinter Izie Surtakow, UdSSR und Pencho Mladenow, Bulgarien, gelang ihm dabei im Bantamgewicht gleich ein Medaillengewinn. Im Juniorenalter startete er 1964 auch noch einmal bei einer Junioren-Europameisterschaft (Espoirs) in Fredrikshavn, Dänemark. Dabei wurde er hinter Valerios Martirosjan aus der UdSSR Vize-Europameister.
Als Erwachsener rang András Sike bei einer Größe von 1,67 Metern bis auf wenige Ausnahmen während seiner ganzen Karriere im Bantamgewicht, dessen Gewichtslimit damals bei 57 kg Körpergewicht lag.
In den Jahren 1985, 1986 und 1987 startete er jeweils bei den Europameisterschaften. Er erreichte dabei noch keine Medaillenplätze, belegte aber 1985 in Leipzig und 1986 in Athen mit dem 6. Platz und 1987 in Tampere mit dem 4. Platz gute Ergebnisse. Oganes Arutjunjan und Timur Kalemulin aus der Sowjetunion, Keijo Pehkonen aus Finnland, Patrice Mourier aus Frankreich und Haralambos Holidis aus Griechenland verbauten ihm in diesen Jahren noch bessere Platzierungen. In Tampere gewann András Sike u. a. auch gegen den deutschen Meister Peter Behl nach Punkten.
Bei der Europameisterschaft 1988 in Kolbotn, einem Vorort von Oslo, gewann András Sike dann erstmals eine Medaille bei den Senioren. Hinter Alexander Schestakow aus der Sowjetunion und Stojan Balow aus Bulgarien platzierte er sich dabei vor so guten Ringern wie Rıfat Yıldız aus der Bundesrepublik Deutschland, Vize-Weltmeister von 1987, Patrice Mourier, Weltmeister von 1987 und Haralambos Holidis auf dem 3. Platz. Gegen Rifat Yildiz gelang ihm dabei ein knapper 2:1-Punktsieg.
Im gleichen Jahr gelang András Sike dann auch noch der größte Erfolg in seiner Laufbahn, denn er wurde in Seoul Olympiasieger im Bantamgewicht. Er siegte dort vor Stojan Balow und Haralambos Holidis. Auf dem Weg zum Olympiasieg traf er u. a. wieder auf Rıfat Yıldız und besiegte diesen vorzeitig, weil Yildiz wegen "Passivität" disqualifiziert wurde.
In den folgenden Jahren gewann András Sike noch Medaillen bei der Weltmeisterschaft 1989 in Martigny/Schweiz, wo er Dritter wurde, bei der Europameisterschaft 1990 in Prag, wo er hinter Patrice Mourier den zweiten Platz belegte und bei der Weltmeisterschaft 1991 in Warna, wo Rıfat Yıldız gewann und dabei András Sike klar nach Punkten besiegte.
Bei den Olympischen Spielen 1992 in Barcelona musste András Sike von Rifat Yildiz sogar eine Schulterniederlage nach 1 Minute und 38 Sekunden hinnehmen und belegte dort im Endresultat nur den 10. Platz.
Ein gutes Resultat erzielte András Sike dann noch bei der Europameisterschaft 1993 in Istanbul, wo er den 5. Platz belegte, während er bei der Europameisterschaft 1994 in Athen, erstmals im Federgewicht startend, nur den 14. Platz und bei der Europameisterschaft 1995 in Besançon nur den 17. Platz belegte.
András Sike rang in den Jahren 1990 und 1991 für den KSV Wiesental auch in der deutschen Bundesliga.
Nach dem Ende seiner Karriere war er Trainer bei FTC Budapest. Einer seiner Schüler war dabei Zoltán Fodor, der bei den Olympischen Spielen 2008 eine Silbermedaille gewann. Im Jahre 2001 wurde András Sike im Zusammenhang mit Immobiliengeschäften wegen Betruges zu anderthalb Jahren Gefängnis verurteilt und verlor dadurch auch sein Traineramt. Seit seiner Entlassung aus dem Gefängnis betreibt er ein Restaurant in Budapest.

## Internationale Erfolge
(OS = Olympische Spiele, WM = Weltmeisterschaft, EM = Europameisterschaft, GR = griechisch-römischer Stil, Ba = Bantamgewicht, Fe = Federgewicht, damals bis 57 kg bzw. 62 kg Körpergewicht)
- 1983, 3. Platz, Junioren-WM in Kristiansund/Norwegen, GR, Ba, hinter Izie Surtukow, UdSSR und Pecho Mladenow, Bulgarien, vor Dietmar Späth, BRD;
- 1984, 2. Platz, Junioren-EM in Fredrikshavn/Dänemark, GR, Ba, hinter Valerios Martirosjan, UdSSR und vor Pencho Mladenow;
- 1985, 6. Platz, EM in Leipzig, GR, Ba, hinter Oganes Arutjunjan, UdSSR, Nicolae Zamfir, Rumänien, Benni Ljungbeck, Schweden, Mieczyslaw Tracz, Polen und Heiko Röll, DDR;
- 1986, 6. Platz, EM in Athen, GR, Ba, hinter Timur Kalemulin, UdSSR, Haralambos Holidis, Griechenland, Keijo Pehkonen, Finnland, Nicolae Zamfir und Peter Balow, Bulgarien;
- 1986, 4. Platz, Welt-Cup in Oak Lawns/USA, GR, Ba, hinter Sergei Bulanow, UdSSR, Amadorys Gonzalez-Labrada, Kuba u. Anthony Amado, USA;
- 1987, 4. Platz, 4. Platz, EM in Tampere, GR, Ba, hinter Keijo Pehkonen, Emil Radew, Bulgarien u. Patrice Mourier, Frankreich, vor Sergei Bulanow und Haralambos Holidis;
- 1987, 16. Platz, WM in Clermont-Ferrand, GR, Ba, Sieger: Patrice Mourier vor Rıfat Yıldız, BRD und Keijo Pehkonen;
- 1987, 3. Platz, FILA-Grand-Prix in Budapest, GR, Ba, hinter Sergei Bulanow und Emil Iwanow, Bulgarien, vor Rıfat Yıldız und Patrice Mourier;
- 1988, 3. Platz, EM in Kolbotn/Norwegen, GR, Ba, hinter Alexander Schestakow, UdSSR u. Stojan Balow, Bulgarien u. vor Rıfat Yıldız, Patrice Mourier u. Haralambos Holidis;
- 1988, 2. Platz, Großer Preis der BRD in Aschaffenburg, GR, Ba, hinter Rıfat Yıldız u. vor Aghassi Manukjan, UdSSR, Benni Ljungbeck u. Peter Behl, BRD;
- 1988, Goldmedaille, OS in Seoul, GR, Ba, vor Stojan Balow, Haralambos Holidis, Yang Changling, Volksrepublik China, Huh Byung-huh, Südkorea u. Ghazi F. Salah, Irak;
- 1988, 2. Platz, FILA_Grand-Rix-Gala in Budapest, GR, Ba, hinter Alexander Schestakow u. vor Rıfat Yıldız, Geza Ivancsis, Ungarn u. Stojan Balow;
- 1989, 3. Platz, WM in Martigny/Schweiz, GR, Ba, hinter Emil Iwanow u. Alexander Schestakow, vor Michiko Fujioka, Japan, Pierre Dikanda, Schweden u. Yang Changling;
- 1990, 2. Platz, EM in Prag, GR, Ba, hinter Patrice Mourier u. vor Rıfat Yıldız, Sergei Sabiejworota, UdSSR, Pierre Dikanda u. Kiril Stepanow, Bulgarien;
- 1991, 5. Platz, EM in Aschaffenburg, GR, Ba, hinter Alexander Ignatenko, UdSSR, Marian Sandu, Rumänien, Rıfat Yıldız u. Zoran Galovic, Jugoslawien;
- 1991, 3. Platz, WM in Warna, GR, Ba, hinter Rıfat Yıldız u. Alexander Ignatenko u. vor Patrice Mourier, Zoran Galovic u. Michiko Fujioka;
- 1992, 10. Platz, OS in Barcelona, GR, Ba, Sieger: An Bong-han, Südkorea vor Rıfat Yıldız u. Zetian Sheng, China;
- 1993, 5. Platz, EM in Istanbul, GR, Ba, hinter Mikael Lindgren, Schweden, Ruslan Kamikow, Ukraine, Marian Sandu u. Stanislaw Patowski, Polen;
- 1994, 14. Platz, EM in Athen, GR, Fe, Sieger: Grigori Komuschenkow, UdSSR vor Aghassi Manukjan, Armenien u. Igor Petrenko, Weißrussland;
- 1995, 17. Platz, EM in Besançon, GR, Ba, Sieger: Ruslan Chakimow, Ukraine vor Aghassi Manukjan u. Jan Ulbrich, Deutschland

## Ungarische Meisterschaften
András Sike wurde 1985, 1986, 1988, 1991, 1992 u. 1993 ungarischer Meister im Bantamgewicht. Außerdem wurde er mit FTC Budapest 1982, 1985, 1987 u. 1988 ungarischer Mannschaftsmeister.